# ملك أباد حمام لو
ملك أباد حمام‌ لو هي قرية في مقاطعة ساوجبلاغ، إيران. عدد سكان هذه القرية هو 15,296 في سنة 2006.